# Arnold Markowitsch Kossewitsch
Arnold Markowitsch Kossewitsch (russisch Арнольд Маркович Косевич; * 7. Juli 1928 in Tultschyn; † 3. Oktober 2006) war ein ukrainischer Theoretischer Physiker und Festkörperphysiker.

## Leben
Kossewitsch studierte Physik an der Universität Charkow mit Abschluss 1951. Anschließend arbeitete er bei I. M. Lifschiz an seiner Kandidat-Dissertation, mit der er 1954 zum Kandidat der Wissenschaften promoviert wurde. Darauf wechselte er zur Universität Czernowitz, wo er 1957 zum Doktor der Wissenschaften promoviert wurde.
1957–1974 arbeitete Kossewitsch im Physik-und-Technik-Institut Charkow. 1974–2003 leitete er die Abteilung für Theoretische Physik des Instituts für Tieftemperaturphysik und -technik in Charkow, das 1960 von B. I. Werkin, A. A. Galkin, B. N. Eselsohn und I. M. Dmitrenko initiiert wurde und nun Werkins Namen trägt. 1990 wurde er Korrespondierendes Mitglied der Akademie der Wissenschaften der Ukraine.
Kossewitsch arbeitete als Theoretischer Physiker auf dem Gebiet der elektronischen Eigenschaften der Metalle, der mechanischen Eigenschaften realer Kristalle und der Systeme mit magnetischer Ordnung. Zusammen mit I. M. Lifschitz stellte er den Zusammenhang zwischen der Oszillation der magnetischen Eigenschaften von Metallen und der Geometrie und Topologie der Fermi-Fläche fest. 1953 entdeckte er Quanteneffekte bei der elektrischen Leitfähigkeit von dünnen Schichten.

## Ehrungen
- Staatspreis der Ukraine (1978 und 2001)
- Sinelnikow-Preis der Akademie der Wissenschaften der Ukraine (1999)
- Ehrendoktor der Universität Charkow (2004)